# Talk (DJ Snake)
Talk è un singolo del produttore e disc jockey francese DJ Snake, realizzato in collaborazione con la cantante australiana George Maple. Il brano è stato pubblicato nel 2016 come secondo estratto dall'album Encore.

## Tracce
Download digitale
Testi e musiche di William Griachine, Jess Higgs, Harley Streten, Alex Burnett, James David, Chris Emerson.
1. Talk (feat. George Maple) – 3:57